# Ernst Zündel
Ernst Zündel (24 de abril de 1939 – 5 de agosto de 2017) foi um editor alemão conhecido por promover o negacionismo do Holocausto.

## Vida e atividades
Ernst Zündel emigrou em 1958 para o Canadá, e a partir de 2001 passou a residir no Tennessee. Conforme informação em 23 de janeiro de 2002, da publicação alemã Frankfurter Rundschau, pela primeira vez no Canadá, o Tribunal dos Direitos Humanos considerou ilegal uma página da Internet. Tratava-se da página mantida por Ernst Zündel.
Ernst Zündel foi um dos mais importantes intelectuais do movimento denominado de Revisionismo histórico. Por este motivo, em março de 2005, em decorrência da pressão de organizações judaicas-sionistas, foi deportado para a Alemanha, com o argumento de que teria sido considerado no Canadá um perigo para a segurança nacional.[carece de fontes?]
Em 2003 havia sido expedido pelo tribunal da comarca de Mannheim, Alemanha, um mandado de captura contra Zündel, devido a suspeita de "incitação do povo ao ódio" (Volksverhetzung). Desde 2003 estava detido em processo para deportação (Abschiebehaft) no Canadá. Com a deportação em 2005,  permaneceu detido na Alemanha para averiguações. No processo que se seguiu, inicialmente teve como advogados de defesa Sylvia Stolz e Horst Mahler, posteriormente excluídos do processo. Assim, em 15 de fevereiro de 2007 foi condenado pelo tribunal distrital de Mannheim com a pena máxima de 5 anos de detenção, prevista para a acusação de "incitação ao ódio" e "negação do holocausto". O tribunal entendeu como provado que Zündel teria divulgado, por pelo menos 14 vezes na Internet e através de mala direta, mensagens de conteúdo "incitador ao ódio".[carece de fontes?]
Ernst Zündel foi encarcerado, cumpriu a pena e liberado em 1 de março de 2010.[carece de fontes?]